# Teorema lui Bertrand
Teorema lui Bertrand e o teoremă din dinamica clasică care arată tipurile de potențiale care produc orbite închise. Acestea sunt: cel armonic și cel electrostatic sau gravitațional. A fost enunțată de matematicianul francez Joseph Bertrand.
potențial electrostatic sau gravitațional sunt de forma:
{\displaystyle V(\mathbf {r} )=-{\frac {k}{r}}}
potențial armonic
{\displaystyle V(\mathbf {r} )={\frac {1}{2}}kr^{2}}

## Introducere
Toate fortele atractive centrale pot produce orbite circulare , care sunt natural orbite inchise. Unica cerință este ca forța centrală să egaleze forță centripetă, care determină viteza unghiulară corespunzătoare unei orbite circulare date. Forțele noncentrale (i.e., cele care depend de variabile unghiulare ca și de rază) sunt ignorate aici, neproducînd in general orbite inchise. 
ecuatia de mișcare pentru raza {\displaystyle r} a unei particule 
de masă {\displaystyle m} intr-un câmp central {\displaystyle V(r)} e data de ecuațiile lui Lagrange. 
{\displaystyle m{\frac {d^{2}r}{dt^{2}}}-mr\omega ^{2}=m{\frac {d^{2}r}{dt^{2}}}-{\frac {L^{2}}{mr^{3}}}=-{\frac {dV}{dr}}}
unde {\displaystyle \omega \equiv {\frac {d\theta }{dt}}} si momentul impulsului {\displaystyle L=mr^{2}\omega } se conservă.  Ca ilustrare, primul termen din membrul stâng e zero dacă orbitele sunt circulare , iar forța spre interior{\displaystyle {\frac {dV}{dr}}} egaleaza forță centripetă {\displaystyle mr\omega ^{2}}, fapt previzibil.
Definirea impuls unghiular permite schimbarea variabilei independente  {\displaystyle t} cu {\displaystyle \theta }
{\displaystyle {\frac {d}{dt}}={\frac {L}{mr^{2}}}{\frac {d}{d\theta }}}
rezultînd o ecuatie de mișcare independentă de timp
{\displaystyle {\frac {L}{r^{2}}}{\frac {d}{d\theta }}\left({\frac {L}{mr^{2}}}{\frac {dr}{d\theta }}\right)-{\frac {L^{2}}{mr^{3}}}=-{\frac {dV}{dr}}}
Ecuația devine cvasilineară prin schimbarea de variablă {\displaystyle u\equiv {\frac {1}{r}}} și inmulțirea ambilor membri cu factorul{\displaystyle {\frac {mr^{2}}{L^{2}}}}  (vezi ecuația Binet)
{\displaystyle {\frac {d^{2}u}{d\theta ^{2}}}+u=-{\frac {m}{L^{2}}}{\frac {d}{du}}V\left({\frac {1}{u}}\right)}